# Babbage (månekrater)
Babbage er et gammelt nedslagskrater på Månen, beliggende nær den nordvestlige rand på Månens forside og opkaldt efter den engelske matematiker og filosof Charles Babbage (1791-1871).
Navnet blev officielt tildelt af den Internationale Astronomiske Union (IAU) i 1935. 

## Omgivelser
Babbage er forbundet med den sydøstlige rand af det fremtrædende Pythagoraskrater. Den kraterrest, som hedder South rækker ind i den sydøstlige kraterbund i Babbage. Oenopideskrateret er en anden nedslidt formation, som er forbundet med et fremspring i den sydvestlige rand. 

## Karakteristika
Den ydre rand af Babbagekrateret er blevet eroderet og ændret ved en hel række senere nedslag, så der nu kun resterer en ring af afrundede bakker. Den mest bemærkelsesværdige af disse ændringer er satellitkrateret "Babbage E", som ligger over den sydvestlige rand. Dette satellitkrater mangler sin nordøstlige rand og danner en indskæring i Babbagekraterets omkreds.
Den ydre vold fra Pythagoraskrateret ligger ind over kraterbunden i Babbage og danner et område med forrevet terræn i dennes nordlige del. Resten af bunden er relativt flad, omend der er mange småkratere. Det mest iøjnefaldende i kraterbunden er satellitkrateret "Babbage A", som ligger i bundens sydøstlige del. Dette krater er ikke blevet eroderet af betydning og ser meget yngre ud end de øvrige dele. Lige vest for "Babbage A" ligger det mindre, skålformede "Babbage C"-krater.

## Satellitkratere
De kratere, som kaldes satellitter, er små kratere beliggende i eller nær hovedkrateret. Deres dannelse er sædvanligvis sket uafhængigt af dette, men de får samme navn som hovedkrateret med tilføjelse af et stort bogstav. På kort over Månen er det en konvention at identificere dem ved at placere dette bogstav på den side af satellitkraterets midte, som ligger nærmest hovedkrateret. Babbagekrateret har følgende satellitkratere:
| Babbage | Længde  | Bredde  | Diameter |
| ------- | ------- | ------- | -------- |
| A       | 59,0° N | 55,1° V | 32 km    |
| B       | 57,1° N | 59,7° V | 7 km     |
| C       | 59,1° N | 57,3° V | 14 km    |
| D       | 58,6° N | 61,0° V | 68 km    |
| E       | 58,5° N | 61,4° V | 7 km     |
| U       | 60,9° N | 51,3° V | 5 km     |
| X       | 60,2° N | 49,9° V | 5 km     |

## Måneatlas
- Billeder af Babbagekrateret i LPI-måneatlasset